# Meridià 129 a l'est
El meridià 129 a l'est de Greenwich és una línia de longitud que s'estén des del pol Nord travessant l'oceà Àrtic, Àsia, l'oceà Índic, l'oceà Antàrtic, Austràlia i l'Antàrtida fins al pol Sud.

A Austràlia el meridià defineix la frontera oriental d'Austràlia Occidental amb el Territori del Nord i Austràlia Meridional.

El meridià 129 a l'est forma un cercle màxim amb el meridià 51 a l'oest. Com tots els altres meridians, la seva longitud correspon a una semicircumferència terrestre, uns 20.003,932 km. Al nivell de l'Equador, és a una distància del meridià de Greenwich de 14.360 km.
A Austràlia, el meridiano defineix la frontera oriental d'Austràlia Occidental i les fronteres occidentals del Territori del Nord i Austràlia Meridional. La frontera d'Austràlia Occidental limita amb el Territori del Nord i Austràlia Meridional al paral·lel 26° sud a on es coneix com a Surveyor Generals Corner.

## De Pol a Pol
Començant en el pol Nord i dirigint-se cap al pol Sud, aquest meridià travessa:
| Coordenades                               | País, territori o mar        | Notes |
| ----------------------------------------- | ---------------------------- | --- |
| 90° 0′ N, 129° 0′ E / 90.000°N,129.000°E  | Oceà Àrtic                   | |
| 77° 21′ N, 129° 0′ E / 77.350°N,129.000°E | Mar de Làptev                | |
| 73° 6′ N, 129° 0′ E / 73.100°N,129.000°E  | Rússia                       | Sakhà— illes del delta del Lena i el continent Óblast de l'Amur — des de 55° 30′ N, 129° 0′ E / 55.500°N,129.000°E                                      |
| 49° 27′ N, 129° 0′ E / 49.450°N,129.000°E | República Popular de la Xina | Heilongjiang Jilin — des de 43° 31′ N, 129° 0′ E / 43.517°N,129.000°E                                                                                   |
| 42° 6′ N, 129° 0′ E / 42.100°N,129.000°E  | Corea del Nord               | |
| 40° 28′ N, 129° 0′ E / 40.467°N,129.000°E | Mar del Japó                 | |
| 37° 43′ N, 129° 0′ E / 37.717°N,129.000°E | Corea del Sud                | Passa a l'oest de Busan |
| 35° 4′ N, 129° 0′ E / 35.067°N,129.000°E  | Mar de la Xina Oriental      | Estret de Corea — Passa a l'oest de l'illa de Tsushima, Prefectura de Nagasaki, Japó (a 34° 8′ N, 129° 10′ E / 34.133°N,129.167°E)                      |
| 32° 58′ N, 129° 0′ E / 32.967°N,129.000°E | Japó                         | Prefectura de Nagasaki — illes de Nakadorijima, Wakamatsujima i Kabajima, illes Gotō                                                                    |
| 32° 44′ N, 129° 0′ E / 32.733°N,129.000°E | Mar de la Xina Oriental      | |
| 28° 50′ N, 129° 0′ E / 28.833°N,129.000°E | Japó                         | Prefectura de Kagoshima — illes de Kaminonejima i Yokoatejima, illes Tokara                                                                             |
| 28° 47′ N, 129° 0′ E / 28.783°N,129.000°E | Mar de la Xina Oriental      | |
| 27° 48′ N, 129° 0′ E / 27.800°N,129.000°E | Japó                         | Prefectura de Kagoshima — Illa de Tokunoshima |
| 27° 41′ N, 129° 0′ E / 27.683°N,129.000°E | Oceà Pacífic                 | Passa a l'est de l'illa de Halmahera, Indonèsia (a 0° 13′ N, 128° 54′ E / 0.217°N,128.900°E)                                                            |
| 1° 55′ N, 129° 0′ E / 1.917°N,129.000°E   | Mar de Halmahera             | |
| 1° 20′ S, 129° 0′ E / 1.333°S,129.000°E   | Mar de Ceram                 | |
| 2° 49′ S, 129° 0′ E / 2.817°S,129.000°E   | Indonèsia                    | Illa de Seram |
| 3° 21′ S, 129° 0′ E / 3.350°S,129.000°E   | Mar de Banda                 | |
| 8° 12′ S, 129° 0′ E / 8.200°S,129.000°E   | Indonèsia                    | Illa de Sermata |
| 8° 16′ S, 129° 0′ E / 8.267°S,129.000°E   | Mar de Timor                 | |
| 14° 52′ S, 129° 0′ E / 14.867°S,129.000°E | Austràlia                    | Frontera Austràlia Occidental / Territori del Nord Frontera Austràlia Occidental / Austràlia Meridional — from 26° 0′ S, 129° 0′ E / 26.000°S,129.000°E |
| 31° 41′ S, 129° 0′ E / 31.683°S,129.000°E | Oceà Índic                   | Les autoritats australianes consideren això com a part de l'oceà Antàrtic[4][5]                                                                         |
| 60° 0′ S, 129° 0′ E / 60.000°S,129.000°E  | Oceà Antàrtic                | |
| 66° 59′ S, 129° 0′ E / 66.983°S,129.000°E | Antàrtida                    | Territori Antàrtic Australià, reclamat per Austràlia |